# Яньцай
Яньцай — державне утворення сакських племен. Можливо, було союзником племен аорсів. Основна активність була в Волзькому регіоні та між Волгою та Кавказом. У I ст. н. е. визнало зверхність Кангюя. У 380 році загнуло під тиском однієї з племен тєле-дінлінів й аланів.

## Назва
Яньцай є китайським варіантом назви, власна назва держави достеменно невідома, припускають, що могла зватися Апса(х). Китайську назву надав дипломат Чжан Цянь, що перекладається як «Великий степ». Згодом відома як Веньнаша (Теплі піски) та Алан Ліао. Припускають, що у римлян була відомою під назвою Абзойя.

## Історія
Ймовірно, сформувалася на початку II ст. до н. е. внаслідок підкорення саками-парасугдам решток масагетських племен. В тому ж столітті відзначено першу письмову згадку про цю державу — у історика Сима Цяня.
Тривалий час зберігало мирні відносини із східними сусідами — Хорезмом й Кангюєм. Можливо на початковому етапі існування свого утворення племена з Яньцай брали участь у війнах Боспорського царства й відомі були там як аорси.
У 60-х роках Яньцай зазнало поразок на сході й заході, внаслідок чого група племен відкололася й оселилася в Північному Причорномор'ї. Сама Яньцай визнала зверхність Кангюя. З цього починається поступовий занепад.
У II ст. підтиском сяньбі племена тєле-дінлінів рухаються на захід, атакуючи межі Яньцая. Водночас держава зазнає нападів аланів, внаслідок чого починає розпадатися. Остаточно припинило існування у 380-х роках.

## Територія
Від східного узбережжя Аральського моря до півдня Уральських гір, від Отрарської оази до нижньої Волги й північносхідного Передкавказзя.

## Устрій
Припускають, що являло собою скоріше протодержаву або конфедерацію племен. Судячи з відомостей не мала міцною внутрішньої будови.